# Vòng loại và vòng play-off AFC Champions League 2022
Vòng loại và vòng play-off của AFC Champions League 2022 diễn ra từ ngày 8 đến ngày 15 tháng 3 năm 2022. Tổng cống 16 câu lạc bộ tham gia để tìm ra những suất còn lại của vòng bảng AFC Champions League 2022.

## Các đội tham dự
Vòng play-off sơ loại AFC Champions League 2022 gồm 14 đội, chia thành hai khu vực (Phía Tây và Phía Đông), bao gồm hai vòng:
- 2 đội tham dự vòng sơ loại.
- 12 đội tham dự vòng play-off.

| Khu vực   | Các đội thi đấu tại Vòng sơ loại        | Các đội thi đấu tại Vòng play-off                                                                          |
| --------- | --------------------------------------- | --- |
| Phía Tây  |                                         | - Al-Taawoun - Baniyas - Sharjah - Al-Zawraa - Nasaf Qarshi - Al-Jaish                                     |
| Phía Đông | - Sydney FC - Kaya–Iloilo - Shan United | - Trường Xuân Cát Lâm - Vissel Kobe - Ulsan Hyundai - Daegu FC - Buriram United - Port - Melbourne Victory |

## Thể thức
Trong các trận play-off vòng loại, mỗi cặp đấu sẽ diễn ra một trận duy nhất. Hiệp phụ và loạt luân lưu sẽ được sử dụng để quyết định đội thắng nếu cần. Thứ tự các trận play-off vòng loại cho mỗi khu vực được xác định dựa trên xếp hạng hiệp hội của mỗi đội và hạt giống của các đội trong các hiệp hội tương ứng, với đội từ hiệp hội có thứ hạng cao hơn sẽ tổ chức trận đấu. Các đội từ cùng một hiệp hội không thể được xếp vào cùng một trận đấu. Bảy đội chiến thắng của vòng play-off (ba đội từ khu vực phía Tây và bốn đội từ khu vực phía Đông) sẽ tiến tới vòng bảng để tham gia cùng 33 suất tham dự trực tiếp.

## Lịch thi đấu
| Vòng đấu      | Phía Tây         | Phía Đông        |
| ------------- | ---------------- | ---------------- |
| Vòng sơ loại  | Không thi đấu    | 8 tháng 3, 2022  |
| Vòng play-off | 15 tháng 3, 2022 | 15 tháng 3, 2022 |

## Sơ đồ

### Play-off Tây Á 1
- Al-Taawoun vào Bảng D.

|  | Vòng sơ loại   | Vòng sơ loại |          |       | Vòng play-off | Vòng play-off |
|  |                |              |          |       |               |               |
|  |                |              |          |       |               |               |
|  |                |              |          |       |               |               |
|  |                |              |          |       |               |               |
|  |                |              |          |       |               |               |
|  |                |              |          |       |               |               |
|  | Al-Taawoun (p) | 1 (5)        |          |       |               |               |
|  | Al-Taawoun (p) | 1 (5)        |          |       |               |               |
|  |                |              | Al-Jaish | 1 (4) |               |               |
|  |                |              | Al-Jaish | 1 (4) |               |               |
|  |                |              |          |       |               |               |
|  |                |              |          |       |               |               |
|  |                |              |          |       |               |               |

### Play-off Tây Á 2
- Nasaf Qarshi vào Bảng E.

|  | Vòng sơ loại | Vòng sơ loại |              |   | Vòng play-off | Vòng play-off |
|  |              |              |              |   |               |               |
|  |              |              |              |   |               |               |
|  |              |              |              |   |               |               |
|  |              |              |              |   |               |               |
|  |              |              |              |   |               |               |
|  |              |              |              |   |               |               |
|  | Baniyas      | 0            |              |   |               |               |
|  | Baniyas      | 0            |              |   |               |               |
|  |              |              | Nasaf Qarshi | 2 |               |               |
|  |              |              | Nasaf Qarshi | 2 |               |               |
|  |              |              |              |   |               |               |
|  |              |              |              |   |               |               |
|  |              |              |              |   |               |               |

### Play-off Tây Á 3
- Sharjah vào Bảng A.

|  | Vòng sơ loại | Vòng sơ loại |           |       | Vòng play-off | Vòng play-off |
|  |              |              |           |       |               |               |
|  |              |              |           |       |               |               |
|  |              |              |           |       |               |               |
|  |              |              |           |       |               |               |
|  |              |              |           |       |               |               |
|  |              |              |           |       |               |               |
|  | Sharjah (p)  | 1 (6)        |           |       |               |               |
|  | Sharjah (p)  | 1 (6)        |           |       |               |               |
|  |              |              | Al-Zawraa | 1 (5) |               |               |
|  |              |              | Al-Zawraa | 1 (5) |               |               |
|  |              |              |           |       |               |               |
|  |              |              |           |       |               |               |
|  |              |              |           |       |               |               |

### Play-off Đông Á 1
- Sydney FC vào Bảng H.

|  | Vòng sơ loại | Vòng sơ loại | Vòng sơ loại |  |  | Vòng play-off       | Vòng play-off | Vòng play-off |  |
|  |              |              |              |  |  |                     |               |               |  |
|  |              |              |              |  |  | Trường Xuân Cát Lâm |               |               |  |
|  | Sydney FC    | Sydney FC    | 5            |  |  | Sydney FC           | Sydney FC     | w/o           |  |
|  | Kaya–Iloilo  | Kaya–Iloilo  | 0            |  |  |                     |               |               |  |

### Play-off Đông Á 2
- Vissel Kobe sẽ vào Bảng J.

|  | Vòng sơ loại      | Vòng sơ loại      | Vòng sơ loại |  |  | Vòng play-off        | Vòng play-off        | Vòng play-off |  |
|  |                   |                   |              |  |  |                      |                      |               |  |
|  |                   |                   |              |  |  | Vissel Kobe (s.h.p.) | Vissel Kobe (s.h.p.) | 4             |  |
|  | Melbourne Victory | Melbourne Victory | w/o          |  |  | Melbourne Victory    | Melbourne Victory    | 3             |  |
|  | Shan United       |                   |              |  |  |                      |                      |               |  |

### Play-off Đông Á 3
- Ulsan Hyundai vào Bảng J.

|  | Vòng sơ loại | Vòng sơ loại | Vòng sơ loại |  |  | Vòng play-off | Vòng play-off | Vòng play-off |  |
|  |              |              |              |  |  |               |               |               |  |
|  |              |              |              |  |  | Ulsan Hyundai | Ulsan Hyundai | 3             |  |
|  |              |              |              |  |  | Port          | Port          | 0             |  |

### Play-off Đông Á 4
- Daegu FC vào Bảng G.

|  | Vòng sơ loại | Vòng sơ loại |                |       | Vòng play-off | Vòng play-off |
|  |              |              |                |       |               |               |
|  |              |              |                |       |               |               |
|  |              |              |                |       |               |               |
|  |              |              |                |       |               |               |
|  |              |              |                |       |               |               |
|  |              |              |                |       |               |               |
|  | Daegu FC (p) | 1 (3)        |                |       |               |               |
|  | Daegu FC (p) | 1 (3)        |                |       |               |               |
|  |              |              | Buriram United | 1 (2) |               |               |
|  |              |              | Buriram United | 1 (2) |               |               |
|  |              |              |                |       |               |               |
|  |              |              |                |       |               |               |
|  |              |              |                |       |               |               |

## Vòng sơ loại

### Các trận
| Đội 1             | Tỉ số  | Đội 2       |
| ----------------- | ------ | ----------- |
| Sydney FC         | 5–0    | Kaya–Iloilo |
| Melbourne Victory | Huỷ bỏ | Shan United |

### Phía Đông
| Sydney FC                                                   | 5–0      | Kaya–Iloilo |
| ----------------------------------------------------------- | -------- | ----------- |
| - Buhagiar 30' - Bobô 47', 49' (ph.đ.) - Le Fondre 71', 81' | Chi tiết |             |

| Melbourne Victory | Huỷ bỏ | Shan United |
| ----------------- | ------ | ----------- |
|                   |        |             |

## Vòng play-off

### Các trận
| Đội 1      | Tỉ số                | Đội 2        |
| ---------- | -------------------- | ------------ |
| Al-Taawoun | 1–1 (s.h.p.) (5–4 p) | Al-Jaish     |
| Baniyas    | 0–2                  | Nasaf Qarshi |
| Sharjah    | 1–1 (s.h.p.) (6–5 p) | Al-Zawraa    |

| Đội 1               | Tỉ số                | Đội 2             |
| ------------------- | -------------------- | ----------------- |
| Trường Xuân Cát Lâm | Huỷ bỏ               | Sydney FC         |
| Vissel Kobe         | 4–3 (s.h.p.)         | Melbourne Victory |
| Ulsan Hyundai       | 3–0                  | Port              |
| Daegu FC            | 1–1 (s.h.p.) (3–2 p) | Buriram United    |

### Phía Tây
| Al-Taawoun                                       | 1–1 (s.h.p.) | Al-Jaish                                      |
| ------------------------------------------------ | ------------ | --------------------------------------------- |
| Al-Nabit 81'                                     | Chi tiết     | Al Wakid 70'                                  |
| Loạt sút luân lưu                                |              |                                               |
| - Al-Sobhi - Tawamba - Hawsawi - Cássio - Medrán | 5–4          | - Al Saleh - Hamad - Al Turk - Meshleb - Amer |

| Baniyas | 0–2      | Nasaf Qarshi                      |
| ------- | -------- | --------------------------------- |
|         | Chi tiết | - Nasrullayev 27' - Norchayev 75' |

| Sharjah                                                          | 1–1 (s.h.p.) | Al-Zawraa                                                          |
| ---------------------------------------------------------------- | ------------ | ------------------------------------------------------------------ |
| Ba Wazir 89' (ph.đ.)                                             | Chi tiết     | Abdul-Amir 62'                                                     |
| Loạt sút luân lưu                                                |              |                                                                    |
| - Ba Wazir - Shukurov - Saleh - Caio Lucas - Abdulbasit - Shahin | 6–5          | - Sartip - Abdul-Amir - Touil - Ridha Jalil - Kamil - Ahmed Hassan |

### Phía Đông
| Trường Xuân Cát Lâm | Huỷ bỏ | Sydney FC |
| ------------------- | ------ | --------- |
|                     |        |           |

| Vissel Kobe                                 | 4–3 (s.h.p.) | Melbourne Victory                  |
| ------------------------------------------- | ------------ | ---------------------------------- |
| - Iniesta 7' - Osako 81', 87' - Lincoln 96' | Chi tiết     | - D'Agostino 12', 71' - Folami 90' |

| Ulsan Hyundai                                                         | 3–0      | Port |
| --------------------------------------------------------------------- | -------- | ---- |
| - Choi Gi-yun 19' - Um Won-sang 83' - Leonardo Nascimento 87' (ph.đ.) | Chi tiết |      |

| Daegu FC                                                  | 1–1 (s.h.p.) | Buriram United                                             |
| --------------------------------------------------------- | ------------ | ---------------------------------------------------------- |
| - Cesinha 120+1'                                          | Chi tiết     | - Bolingi 120'                                             |
| Loạt sút luân lưu                                         |              |                                                            |
| - Bruno Lamas - Kim Jin-hyuk - Lee Keun-ho - Keita Suzuki | 3–2          | - Ratthanakorn - Suphanat - Bunmathan - Sasalak - Peeradon |